# Джеймс Маккін Кеттел
Джеймс Маккін Кеттелл (нар. 25 травня 1860, Істон, Пенсільванія — 20 січня 1944) — американський психолог, один з перших фахівців з експериментальної психології в США, перший професор психології.
На початку кар'єри психологія розглядалася вченими як незначна область досліджень або навіть лженаука на зразок френології. Можливо, Кеттелл більш ніж будь-хто з його сучасників сприяв становленню психології як шанованої науки. Після його смерті Нью-Йорк Таймс назвала його «старійшиною американської науки».

## Ранні роки
Народився в заможній відомій родині. Його батько, Вільям Кесседі Кеттелл, пресвітеріанський священик, незабаром після народження сина зайняв пост президента Лафайет-Коледжу. Засобів для виховання дитини було більш ніж достатньо, так як Елізабет Маккін, мати Джеймса також була вельми заможної нареченою. Для ілюстрації популярності сім'ї можна також згадати Олександра Гілмора Кеттелла, брата Вільяма, який представляв Нью-Джерсі в Сенаті США.
За всіма наявними відомостями, дитинство Джеймса Кеттелла було цілком щасливим, він в 16 років поступив в Лафайет Коледж, де отримав свій перший диплом з відзнакою через чотири роки. У 1883 там же він отримав диплом магістра. Основна увага його наукової роботи того часу було зосереджено на англійській літературі, хоча і математиці він також приділяв увагу.
Кеттелл знайшов своє покликання тільки після поїздки на навчання до Німеччини, де він зустрів свого наставника, Вільгельма Вундта, що вважається засновником сучасної психології. Він покинув Німеччину в 1882 для навчання в Університеті Джона Гопкінса, проте вже через рік повернувся в Лейпциг, для роботи на посаді асистента Вільгельма Вундта. З собою він привіз чотири пишучих машинки марки «Ремінгтон». Вундт був настільки захоплений машинками, що став володарем однієї з них і значно збільшив кількість своїх робіт. Спільна праця був вельми продуктивний, удвох вони заклали основи для наукового дослідження інтелекту, а Кеттелл під керівництвом свого наставника став першим американцем, що захистив докторську дисертацію з психології («Психометричний дослідження», Psychometric Investigation).

## Академічна кар'єра
Після повернення з Німеччини, кар'єра Кеттелла розвивалася бурхливими темпами. У 1888 році він став першим у США професором психології в Пенсильванському університеті, потім деканом факультету психології, антропології і філософії Колумбійського університету, а в 1895 був обраний президентом Американської психологічної асоціації.
З самого початку своєї кар'єри Кеттелл присвятив свою працю перетворенню психології в шановну область наукових досліджень, подібну традиційним природним наукам, хімії та фізики. Вважаючи, що подальша робота може зробити інтелект набором стандартних одиниць для вимірювання, він застосовував до цього завдання методи, розроблені Френсісом Гальтоном.

## Вибрані роботи
- Cattell, James McKeen. 1890. Mental tests and measurements. Mind 15: 373-81
- Cattell, James McKeen. 1885. Ueber die Zeit der Erkennung und Benennung von Schriftzeichen, Bildern und Farben. Philosophische Studien 2: 635–650
- Cattell, James McKeen. 1886. Psychometrische Untersuchungen, Erste Abtheilung. Philosophische Studien 3: 305–335
- Cattell, James McKeen. 1886. Psychometrische Untersuchungen, Zweite Abtheilung. Philosophische Studien 3: 452–492
- Cattell, James McKeen. 1902. The time of perception as a measure of differences in intensity. Philosophische Studien 19: 63-68
- Drevdahl J.E., Cattell R.B. Personality and Creativity in Artists and Writers. — Journ. of Clinical Psychology; April, 1958, vol. XIV, N 2.